# آبگرمک سفلی (الیگودرز)
آبگرمک سفلی، روستایی از توابع بخش بشارت شهرستان الیگودرز در استان لرستان ایران است.

## جمعیت
این روستا در بخش بشارت  قرار دارد و براساس سرشماری مرکز آمار ایران در سال ۱۳۸۵، جمعیت آن سی خانوار بوده‌است.